# Steinerův systém
Steinerův systém {\displaystyle S(t,k,v)}, {\displaystyle 2\leq t<k<v}, podle matematika Jakoba Steinera, je konečná kombinatorická struktura - systém {\displaystyle k-}prvkových podmnožin základní {\displaystyle v-}prvkové množiny (tzv. bloků) s vlastností, že každých {\displaystyle t} bodů leží společně v právě jednom bloku. Steinerovy systémy zobecňují konečné geometrie, které odpovídají {\displaystyle S(2,k,v)}: v geometrii každé dva body určují právě jednu přímku.

## Existence Steinerových systémů
Základním matematickým problémem Steinerových systémů je, zda pro daná {\displaystyle t,k,v} vůbec {\displaystyle S(t,k,v)} existuje. Tento problém je až na výjimky otevřený; výjimky určuje několik známých konstrukcí {\displaystyle S(t,k,v)} a naopak několik podmínek, které pro jiná {\displaystyle t,k,v} existenci vylučují.
Pro {\displaystyle t>3} známe (nebo dovedeme prokázat existenci) jen konečně mnoho Steinerových systémů; pro {\displaystyle t>5} žádný.

### Nutná podmínka dělitelnosti
Utržením jednoho bodu ze Steinerova systému {\displaystyle S(t,k,v)} získáme po odstranění bloků, v nichž tento bod neležel, tzv. derivovaný systém {\displaystyle S(t,k,v)} Derivovaný systém také musí splňovat axiomy Steinerova systému, jeho derivovaný systém také atd. Z toho plyne soustava nutných podmínek pro existenci {\displaystyle S(t,k,v)}:
{\displaystyle {\frac {\left({\begin{array}{c}v-i\\t-i\\\end{array}}\right)}{\left({\begin{array}{c}k-i\\t-i\\\end{array}}\right)}}} musí být celočíselné pro každé {\displaystyle 0<i<t}
Zlomek vyjadřuje počet bloků, v nichž leží každá {\displaystyle i-}tice bodů.
Splnění této sady podmínek však stále není postačující pro existenci {\displaystyle S(t,k,v)}; již vyvráceny byly například existence {\displaystyle S(4,5,15)}, {\displaystyle S(4,10,66)} či {\displaystyle S(3,13,145)}

### Dosud známé nekonečné třídy Steinerových systémů[2]
- {\displaystyle S(2,q,q^{n})} pro {\displaystyle q=} mocnina prvočísla a {\displaystyle n>1} (afinní geometrie)
- {\displaystyle S(3,q+1,q^{n}+1)} pro {\displaystyle q=} mocnina prvočísla a {\displaystyle n>1} (sférické geometrie)
- {\displaystyle S(2,q+1,(q^{n+1}-1)/(q-1))} pro {\displaystyle q=} mocnina prvočísla a {\displaystyle n>1} (projektivní geometrie)
- {\displaystyle S(2,q+1,q^{3}+1)} pro {\displaystyle q=} mocnina prvočísla
- {\displaystyle S(2,2^{r},2^{r+s}+2^{r}-2^{s})} pro {\displaystyle 1<r<s} (Dennistonův design)

## Steinerovy systémy vteorii grup
Speciální Steinerovy systémy jsou jednou z ekvivalentních možností jak definovat vysoce tranzitivní Mathieu grupy:
- {\displaystyle 5-}transitivní Mathieu grupa {\displaystyle M_{24}} je grupou automorfismů Steinerova systému {\displaystyle S(5,8,24)}
- {\displaystyle 5-}transitivní Mathieu grupa {\displaystyle M_{12}} je grupou automorfismů Steinerova systému {\displaystyle S(5,6,12)}
- {\displaystyle 4-}transitivní Mathieu grupa {\displaystyle M_{23}} je grupou automorfismů Steinerova systému {\displaystyle S(4,7,23)}
- {\displaystyle 4-}transitivní Mathieu grupa {\displaystyle M_{11}} je grupou automorfismů Steinerova systému {\displaystyle S(4,5,11)}
- {\displaystyle 3-}transitivní Mathieu grupa {\displaystyle M_{22}} je grupou automorfismů Steinerova systému {\displaystyle S(3,6,22)}